# Acorypha nigrovariegata
Acorypha nigrovariegata är en insektsart som först beskrevs av Bolívar, I. 1889.  Acorypha nigrovariegata ingår i släktet Acorypha och familjen gräshoppor.

## Underarter
Arten delas in i följande underarter:
- A. n. nigrovariegata
- A. n. tibialis